# Jorge Martínez (attore)
Jorge Martínez (Buenos Aires, 24 marzo 1947) è un attore argentino.

## Filmografia

### Attore

#### Cinema
- Pájaro loco, regia di Lucas Demare (1971)
- La flor de la mafia, regia di Hugo Moser (1974)
- La gran aventura, regia di Emilio Vieyra (1974)
- Triángulo de cuatro, regia di Fernando Ayala (1975)
- La Raulito, regia di Lautaro Murúa (1975)
- Los irrompibles, regia di Emilio Vieyra (1975)
- Solamente ella, regia di Lucas Demare (1975)
- El gordo de América, regia di Enrique Cahen Salaberry (1976)
- Jacinta Pichimauida se enamora, regia di Enrique Cahen Salaberry (1977)
- La mamá de la novia, regia di Enrique Carreras (1978)
- Expertos en Pinchazos, regia di Hugo Sofovich (1979)
- La carpa del amor, regia di Julio Porter (1979)
- Hotel de señoritas, regia di Enrique Dawi (1979)
- Comandos azules, regia di Emilio Vieyra (1980)
- Barbara, regia di Gino Landi (1980)
- Comandos azules en acción, regia di Emilio Vieyra (1980)
- Las vacaciones del amor, regia di Fernando Siro (1981)
- Abierto día y noche, regia di Fernando Ayala (1981)
- ¿Somos?, regia di Carlos Hugo Christensen (1982)
- Repo Man - Il recuperatore (Repo Man), regia di Alex Cox (1984)
- El telo y la tele, regia di Hugo Sofovich (1985)
- La dama solitaria, regia di Felipe Cazals (1985)
- Coda del drago (Catch the Heat), regia di Joel Silberg (1987)
- Danzón, regia di María Novaro (1991)
- Vivir después, regia di Carlos Galettini (1997)
- Spirit of My Mother, regia di Ali Allie (1999)
- Middle Class' Garden, regia di Ezequiel César Inzaghi (2018)

#### Televisione
- El hombre que yo inventé  (1977)
- Vos y yo, toda la vida (1978)
- Propiedad horizontal (1979)
- El león y la rosa (1979)
- María, María y María (1980)
- Quien sedujo a mi mujer? (1982)
- Veronica, il volto dell'amore (Verónica: El rostro del amor) (1982)
- Cuatro hombres para Eva (1984)
- Maria (María de nadie) (1985)
- Il ritorno di Diana (El extraño retorno de Diana Salazar)  (1988)
- La donna del mistero (La extraña dama) (1989)
- Manuela (1991)
- La donna del mistero 2 (Soy Gina) (1992)
- Micaela (1992)
- I due volti dell'amore (Amor sagrado)  (1996)
- Chiquititas (1996)
- Rompeportones (1998)
- Socios y más (1998)
- Me muero por ti (1999)
- La revancha (1 episodio, 2000)
- PH (2001)
- Prisionera (2004)
- El amor no tiene precio (2005)
- Sos mi vida (2006)
- Amor mio (1 episodio, 2006)
- Don Amor (1 episodio, 2008)
- Botineras (1 episodio, 2009)
- Caiga quien caiga - CQC  (1 episodio, 2010)
- Los únicos  (1 episodio, 2011)
- La pelu  (1 episodio, 2012)
- Dulce amor (2012)
- Una famiglia quasi perfetta (Somos familia) (2014)
- El Francés (2014)

### Sceneggiatore
- Mis días con Verónica (1980)

## Teatro
- Como gatos callejeros (2007)
- 5 gays.com (2005)
- Mi vida… loca (2000)
- El último de los amantes ardientes (1998)
- El show de Jorge Martínez (1992)
- Boing Boing (1989-1990)
- Sweet Charity (1986)
- Vamos a votar (1982)
- Enredos de alcoba (1978)
- Absurda persona singular (1977)
- La jaula de las locas (1976)
- Una rosa para el desayuno (1975-1976)
- La esposa es una costumbre 40 kilates (1973-1974)
- Pero de noche… ¡mejor! (1973)
- Extraña pareja
- Quiero amanecer contigo
- Matrimonios y algo más
- Un día de fiesta

## Doppiatori italiani
- Luciano Roffi in: Veronica, il volto dell'amore
- Sergio Troiano in: Maria
- Rino Bolognesi in: Il ritorno di Diana
- Maurizio Fardo in: Maria (ridoppiaggio), La donna del mistero, Manuela, La donna del mistero 2 e Micaela
- Paolo Marchese in: I due volti dell'amore
- Massimiliano Lotti in: Una famiglia quasi perfetta